# Zatoka Curio
Zatoka Curio – zatoka w południowej części Wyspy Południowej Nowej Zelandii. Miejsce znane jest ze skamieniałego lasu datowanego na około 180 milionów lat. Znajdują się tam także kolonie pingwinów oraz delfinów Hektora. Zatoka ta jest jedną z atrakcji okręgu The Catlins.

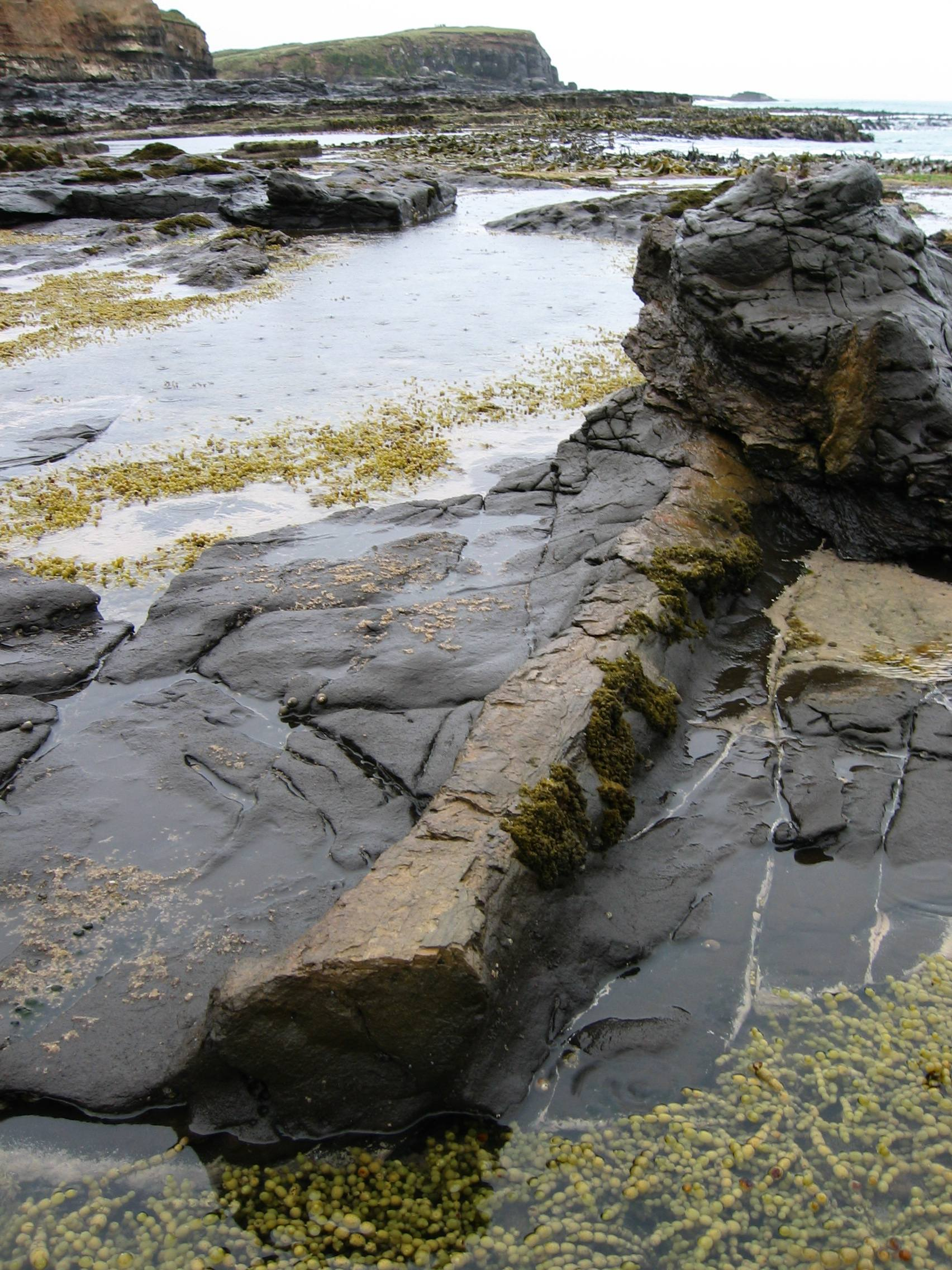
Skały w zatoce